# Fairmont (Nebraska)
Fairmont é uma vila localizada no estado americano de Nebraska, no Condado de Fillmore.

## Demografia
Segundo o censo americano de 2000, a sua população era de 691 habitantes.
Em 2006, foi estimada uma população de 648, um decréscimo de 43 (-6.2%).

## Geografia
De acordo com o United States Census Bureau, a localidade tem uma área de 1,8 km², sem área coberta por água. Fairmont localiza-se a aproximadamente 500 m acima do nível do mar.

## Localidades na vizinhança
O diagrama seguinte representa as localidades num raio de 16 km ao redor de Fairmont.